# 1308
- Wikisource

| Calendário gregoriano                                                        | 1308 MCCCVIII                                        |
| Ab urbe condita                                                              | 2061                                                 |
| Calendário arménio                                                           | 757 – 758                                            |
| Calendário bahá'í                                                            | -536 – -535                                          |
| Calendário budista                                                           | 1852                                                 |
| Calendário chinês                                                            | 4004 – 4005 Início a 23 de janeiro (aproximadamente) |
| Calendário copta                                                             | 1024 – 1025                                          |
| Calendário etíope                                                            | 1300 – 1301                                          |
| Calendários hindus - Vikram Samvat - Calendário nacional indiano - Cáli Iuga | 1363 – 1364 1229 – 1230 4408 – 4409                  |
| Calendário Holoceno                                                          | 11308                                                |
| Calendário islâmico                                                          | 707 – 708                                            |
| Calendário judaico                                                           | 5068 – 5069                                          |
| Calendário persa                                                             | 686 – 687                                            |
| Calendário rúnico                                                            | 1558                                                 |
| Calendário solar tailandês                                                   | 1851                                                 |

1308 (MCCCVIII, na numeração romana) foi um ano bissexto do Calendário Juliano, da Era de Cristo, e as suas letras dominicais foram  G e F (52 semanas), teve início a uma segunda-feira e terminou a uma terça-feira.

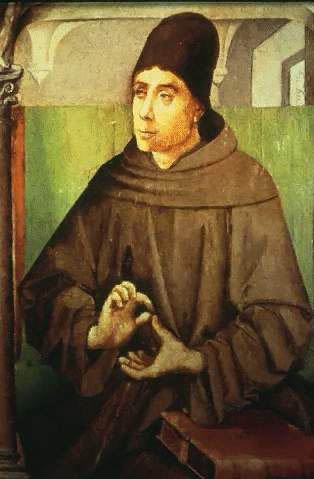
João Duns Scott, franciscano, filósofo e teólogo escocês. Pintura de Joos van Wassenhove, no Palácio Barberini, em Roma.

| Ano completo                            |
| --------------------------------------- |
| Ano bissexto com início à segunda-feira |

## Eventos
- 25 de Janeiro - Eduardo II de Inglaterra casa com Isabel de França.
- 9 de Março - Primeiro foral à Póvoa de Varzim por D. Dinis de Portugal que manda instalar uma "póvoa" nas suas terras em Varazim.
- A Universidade de Coimbra foi instalada em Coimbra, no Paço Real da Alcáçova.

## Mortes
- 1 de Maio - Alberto I, Duque da Áustria (assassinado).
- 8 de Novembro - Em Colónia,João Duns Scott, frade franciscano, professor, filósofo e teólogo escocês (n. ca. 1270), beatificado pelo Papa João Paulo II em 20 de março de 1993.